# 花蓮縣政府收買媒體案
「花蓮縣政府收買媒體案」或稱「花蓮媒體採購案」，指2018年12月《鏡周刊》報導中華民國政治人物傅崐萁在擔任花蓮縣長任內，共發包25個縣府媒體採購案，然而採購案的得標者皆為花蓮縣的在地媒體記者，工作內容為「回繳與縣長施政相關的報導文章和影音檔案」。報導一出，引起台灣社會高度關注，此事亦已進入司法調查程序。

## 背景起因
2018年12月19日，《鏡周刊》報導傅崐萁在擔任花蓮縣長任內共發包25個縣府媒體採購案，該採購案的得標者皆為在地媒體記者，而每名承包標案的記者在七個月內可獲得新台幣14萬至46萬餘元不等的酬勞，記者的工作內容為「回繳與縣長施政相關的報導文章和影音檔案」。
標案內發包的業務內容如下：
- 文字記者：第一期：每2個月繳6篇「施政文章」、照片30張、3份「成果報告」。第二期：半年繳18篇，文長至少1500字、照片60張、需含圖表[2]。

- 電視記者：拍攝花蓮縣政府各項施政、重大活動的行銷影片。第一期繳交3部行銷影片，第二期增加為6部，所繳交的影片每部須超過10分鐘[2]。

## 事件發展
據報導，身為傅崐萁的重要幕僚、時任花蓮縣政府副祕書長的謝公秉，是台灣新聞界的資深前輩；謝曾告訴花蓮駐地記者：「你就一個月給他寫一篇輿情的那個，直接交給我，啊那個費用，總是你要東採訪西採訪有一些的費用、基本的費用啦，看是5萬塊，那我就叫林處長（時任花蓮縣政府行政暨研考處長林金虎）直接就提領給你，只有你知、我知，還有處長。我講白一點，明年是卸任的一年…可能他太太如果獲提名以後、選舉的一年，本來就比較複雜......」。
對此，謝公秉受訪時解釋，由於傅崐萁的任期即將結束，縣政府欲得知施政的死角或不足之處，然而若由官方單位出面查考，可能無法得知真實民情，因此才會在傅的任期結束前希望透過民間媒體了解輿情，此事僅單純為媒體協助縣政府蒐集輿情。謝公秉表示，因為自己與媒體記者相熟，便詢問記者們是否願意提供協助，一切取決於他們的意願；談及記者的酬勞，他指出「總是要有一點工本費。」對於標案合作金額，謝表示標案的細節、經費以及合作方式，皆由縣府行政暨研考處以及新聞科處理，因此「我也拿不準」、亦無法干涉或主導。有承包執行標案的記者表示，縣政府以此方式與媒體保持和諧，讓記者在報導時「在道義上沒辦法下手太重。」。

### 涉案記者名單[9]
| 媒體       | 姓名                  | 金額   |
| ---------- | --------------------- | ------ |
| 聯合       | 徐庭揚                | 140000 |
| 花蓮電子報 | 黃宜寓                | 147000 |
| 更生日報   | 田德財                | 148500 |
| 中視       | 吳采勳                | 175800 |
| 台視       | 吳采鴻                | 176000 |
| 三立       | 陳俊彥                | 175000 |
| 洄瀾年代   | 胡俊彥                | 176000 |
| 民視       | 吳政諺                | 176000 |
| 東森       | 蕭可芷                | 176000 |
| TVBS       | 曾萬昌 (李汪勝代理人) | 175000 |
| 中天       | 廖威菱                | 176000 |
| 原民台     | 鄭志貴                | 174000 |
| 客家台     | 張國興                | 175000 |
| 壹電視     | 洪本壎                | 173000 |
| 更生       | 何國豐                | 280000 |
| 中視       | 吳采勳                | 283000 |
| 台視       | 吳采鴻                | 282000 |
| 三立       | 陳俊彥                | 282000 |
| 年代       | 胡俊彥                | 282000 |
| 民視       | 吳政諺                | 280000 |
| 東森       | 蕭可芷                | 282000 |
| TVBS       | 曾萬昌 (李汪勝代理人) | 283000 |
| 中天       | 廖威菱                | 283000 |
| 原民台     | 鄭志貴                | 283000 |
| 客家台     | 張國興                | 283000 |

涉及此事的媒體包括聯合報、三立新聞、民視新聞、TVBS、東森新聞、壹電視新聞台、中視新聞、中天新聞、更生日報（田德財）、台視新聞、客家電視台、原住民族電視台、年代新聞、花蓮電子報等台灣知名平面和電子媒體。
相關報導出刊後，花蓮縣政府針對此案發布新聞稿譴責謝公秉，表示謝身為媒體界資深前輩，理應深切了解新聞倫理操守、媒體與監督對象之分際，卻仍以標案方式讓第一線記者以自然人身分得標，引發外界質疑縣府利用公帑收買記者。此舉不僅有損縣府形象，亦導致花蓮地方媒體的公信力重挫，而謝公秉事後對外宣稱自己沒負責經辦該標案的作法，更意圖陷基層公務員於不義。花蓮縣政府表示縣府對此事予以譴責，盼能導正視聽。發布此聲明的花蓮縣長辦公室主任，事後被涉案的「花蓮記者協會」理事長胡俊彥退除在地記者的Line群組。
而花蓮縣政府行政暨研考處新聞科科長黃微鈞在事發第一時間自行對外發出新聞稿回應此事：「輿情蒐集本來就是各縣市政府重視且必須做的事。記者、媒體是最直接接觸民眾，只是透過與媒體間簽訂勞務契約，由媒體取得輿情後，每案都慎重對待，並呈給決策者做為施政參考，記者不會因參與了這樣的勞務採購案而在報導有任何偏頗。」。此舉引起時任花蓮縣代理縣長蔡碧仲不滿，他表示：「黃姓科長擅自發出新聞稿，未經過我同意，就是違法的。我請她來答辯，她今天就請假，一連請假5天。若是縣府每個人發新聞稿都未經縣長同意，縣政府還算縣政府嗎？」。
事發後，多數涉案記者皆被任職的媒體公司辭退，其餘少數涉案記者停職接受調查。各媒體公開回應企業內部處理結果。三立表示，涉案該員利用職務之便，收取私人利益，造成公司名譽受損，已經予以免職處理；中天表示，全案正在調查了解中，後續將依相關規定處理；TVBS表示，基於涉案的李姓記者已違反TVBS新聞部自律公約及工作規則，依《勞基法》第12條規定予以免職處分，公司對此事件表達遺憾；客家電視台表示，花蓮駐地記者張國興已駐地10年，日前因個人因素與生涯規劃已請辭，「涉及此事，本台深感遺憾」；台視表示，經查證屬實，花蓮駐地記者已請辭；東森新聞表示，涉及此事的駐地記者已經自行請辭。
民國109年，時任縣府副祕書長謝公秉等4人被檢方依《貪汙治罪條例》的圖利罪嫌起訴，花蓮地方法院經過3年的審理，民國112年8月29日以檢方所提證據無法證明被告有圖利的主觀犯意，判決4名被告無罪。謝公秉在獲知判決結果後向《獨家報導》表示，當年的起訴就是政治追殺、顏色起訴的莫須有之罪，感謝法官無畏政治權勢干預，秉於法理平反冤屈；他表示，對縣府幾位克盡職守、為民服務的同仁受到冤屈，更感不捨，如今雲開見日，終還清白。

## 外界反應
中華民國國家通訊傳播委員會（NCC）發言人翁柏宗對此表示，媒體記者的行為涉及新聞倫理時，若有不當，媒體組織本身應啟動自律規範機制進行調查，同時將自律委員會議紀錄與調查報告提送NCC。「台灣新聞記者協會」發佈聲明表示，涉案新聞從業人員已違反《新聞倫理公約》，涉案從業人員所屬媒體之主管應出面向社會說明案情。中正大學傳播系教授胡元輝則認為，記者與受訪對象間本不該有任何利益關係，尤其透過政府官員建立金錢連結，致媒體監督政府的關係有所倒置，如此已屬「收買」行為，記者應加以拒絕。
監察院監察委員王幼玲、王美玉、趙永清對本案申請自動調查，並發布新聞稿指出：媒體記者的天職在監督政府，如今卻違背新聞倫理規範、私自接受政府標案，嚴重斲傷媒體公信力，尤其採購案得標者包括「台灣公共廣播電視集團」的媒體記者，相關人員有無違反公廣集團不專為政府或某一政黨服務，以服務公共利益的經營理念，以及NCC對於媒體記者疑收取政府機關利益、影響報導方向一事，有無相關監督機制等疑義，均有深入瞭解之必要，故申請自動調查。
據中央社報導，傅崐萁於縣長任內除了花費公帑和地方媒體記者維繫關係，另一方面他也控告不順從自己的媒體，企圖利用司法手段加以打壓，製造「寒蟬效應」；然而傅的控訴卻沒有一件成案，最終往往不起訴或中途撤告。相關媒體從業人員受訪時對此表示，傅崐萁對媒體施壓的手法可能包括：提告加重誹謗或妨害名譽罪嫌；雇用黑道徘徊於媒體公司門口。
此外，國立東華大學自然資源與環境學系教授戴興盛在臉書貼文表示，傅崐萁以公帑收買記者一事，在花蓮地方政治圈和熟悉相關消息人士之間早已臆測多時，如今終於有證據可證實此事。戴在臉書上分析談及：「傅氏夫妻的重要手法之一，是高明的公關術。他們兩位在公開場合，永遠是笑咪咪，口不出負面或批評的話，在面對任何施政或對個人作風的批評時，永遠不回應、不辯論，也就是任何批評等於是打到棉花裡，起不了任何作用。很少數的例外是，他會反擊嚴厲批評其施政的劉曉玫議員。」；「要讓公關戰術有效，也需要容易控制的溫馴輿論，而包養記者及其他控制媒體與地方輿論的手段，當然也就用上了。」。

## 司法調查
2018年12月20日，法務部調查局前往花蓮縣政府調閱標案資料，包括當初標案合約、結案成果報告等關鍵證物。然而，縣府新聞科長及其下屬在12月19日起即請長假，導致調查局人員未能取得完整檔案。花蓮地檢署主任檢察官王怡仁表示，全案已分案調查中，將釐清縣府官員是否涉嫌圖利自己或他人罪，或違反《政府採購法》綁標、圍標等事項。另部分記者因一度否認涉案、欺瞞公司，將一併釐清是否涉及背信罪。
隔日，《台灣蘋果日報》報導經該報追查後發現，「政府電子採購網」的公告中顯示，傅崐萁離職下台前另有一筆於同年8月9日公告的標案，其內容與此案使用相同的官方說明，總經費達新台幣379餘萬元。然而「政府電子採購網」尚未顯示此標案是否已決標，且花蓮縣府新聞科的業務承辦人員集體請假，因此相關細節尚無從得知。
花蓮地檢署檢察官偵查發現，謝公秉等4人為避免媒體記者對於花蓮縣政府為負面報導，明知依政府採購法規定，機關不得意圖規避政府採購法分批辦理公告金額以上之採購、得標者應自行履約不得轉包、機關應核實辦理驗收及機關辦理採購之決標資料應定期彙送主管機關，竟違背上開政府採購法規定，切割辦理「花蓮縣政府106年縣政宣導影片素材資料庫蒐集建立採購案」而與花蓮駐地記者吳○○等11人分別議價決標；復因評估認為106年辦理之方式「成效良好」，於107年又以相同之方式繼續切割辦理「花蓮縣政府107年縣政宣導影片素材資料庫蒐集建立採購案」與花蓮駐地記者吳○○等10人分別議價決標。於辦理上開採購案過程中，明知記者李○○對未經所屬媒體公司同意而私自為媒體事務獲有利益有所疑慮，即安排人頭進行議價得標，謝公秉等仍配合辦理。上開採購案驗收過程均未核實驗收，且得標記者交付之影片光碟從未使用。決標後為避免上開採購案曝光遂未依規定定期彙送行政院公共工程委員會，以此方式分別圖利得標記者新臺幣192萬7,800元(106年)、282萬3,000元(107年)。案經檢察官於2020年8月19日偵查終結提起公訴。

## 外部連結
- . 植根法律網.   [2018-12-21]. （原始内容存档于2020-04-16） （中文）.